# 가미노야마시
가미노야마시(일본어: 上山市)는 일본 야마가타현 남동부에 있는 시이다. 에도 시대에는 가미노야마번의 성시이자 우슈 가도의 역참 마을로 번창했고 현재는 온천으로 알려져 있다. 성시·역참 마을·온천 마을 3개를 겸비한 도시는 일본 내에서도 드물다고 여겨진다.

## 지리
야마가타현 동부 무라야마 지방의 최남단에 있고 현청 소재지인 야마가타시와 접한다. 남북으로 국도 13호선과 오우 본선(야마가타선)이 지나고 스가와강과 마에카와강의 합류 지점을 중심으로 시가지가 퍼진다.

## 역사
- 1954년 10월 1일 - 미나미무라야마군 가미노야마정, 니시고촌, 혼조촌, 히가시촌, 미야오촌, 나카가와촌이 합병해 가미노야마시가 탄생하였다.
- 1956년 11월 15일 - 혼자와촌 구보테 지구를 편입하였다.
- 1957년 1월 1일 - 아카유정 나카야마 지구의 일부를 편입하였다.
- 1957년 3월 21일 - 야마모토촌, 야마가타시 자오카나카메 지구를 편입하였다.

## 교통

### 철도
- 동일본 여객철도
  - 도호쿠 신칸센
  - 도호쿠 본선

### 도로
- 도호쿠 중앙 자동차도
- 국도 제13호선
- 국도 제348호선
- 국도 제458호선

## 인구
| 연도 | 인구   | ±%     |
| ---- | ------ | ------ |
| 1960 | 40,383 | —      |
| 1970 | 38,357 | −5.0%  |
| 1980 | 38,533 | +0.5%  |
| 1990 | 38,327 | −0.5%  |
| 2000 | 36,886 | −3.8%  |
| 2010 | 33,836 | −8.3%  |
| 2020 | 29,110 | −14.0% |

|                                                  | |
| 가미노야마시의 전국의 연령별 인구 분포（2005년） | 가미노야마시의 연령·남녀별 인구 분포（2005년）                                                                            |
| ■자주색 ― 가미노야마시 ■녹색 ― 일본전국          | ■파랑색 ― 남자 ■빨간색 ― 여자                                                                                             |
| · 가미노야마시（에 해당되는 지역）의 인구추이    | |
| 일본 총무성 통계국 국세조사 결과                 | |
|                                                  | 이 그래프는 더 이상 지원되지 않는 레거시 그래프 확장 기능을 사용하고 있습니다. 새로운 차트 확장 기능으로 변환해야 합니다. |

## 자매 도시
- 일본 미야기현 나토리시
- 일본 기후현 다카야마시
- 독일 바덴뷔르템베르크주 도나우에싱겐